# Valle dell'Angelo
Valle dell'Angelo är en ort och kommun i provinsen Salerno i regionen Kampanien i Italien. Kommunen hade 231 invånare (2017).